# 1701년 12월 잉글랜드 총선
스페인 왕위계승전쟁의 발발로 인해, 여론은 전쟁에 대한 모순적 입장을 갖던 토리당에게 등을 돌렸고, 전쟁을 열렬히 지원하던 휘그당이 선거에서 승리한다

## 선거 결과
| 정당   | 의석 수 |
| ------ | ------- |
| 휘그당 | 248석   |
| 토리당 | 240석   |
| 기타   | 25석    |
| 합계   | 513석   |